# Neale Lavis
Neale John Lavis (ur. 11 czerwca 1930 w Murwillumbah, zm. 7 października 2019) – australijski jeździec sportowy, dwukrotny medalista olimpijski z Rzymu.
Igrzyska w 1960 były jego pierwszą olimpiadą. Brał udział we Wszechstronnym Konkursie Konia Wierzchowego, stając na podium w obu konkursach: indywidualnym i drużynowym. Startował na koniu Mirrabooka. Indywidualnie wyprzedził go tylko jego rodak Lawrence Morgan, razem zwyciężyli w drużynie. W składzie Australii znajdował się także Bill Roycroft. Brał udział w IO 64.
W 1989 został wpisany do Sport Australian Hall of Fame, a w 1999 otrzymał Order Australii.